# 司氏酋妇蟹
司氏酋妇蟹（学名：Eriphia smithi）为扇蟹科酋妇蟹属的动物。分布于日本、夏威夷、澳大利亚、经印度洋至红海、非洲东岸及南岸以及中国大陆的海南岛、福建等地，生活环境为海水，常生活于低潮线的岩石缝洞中或珊瑚礁丛中。